# はちこ
はちこは、日本の漫画家、イラストレーター。

## 経歴
2010年より、pixivやTwitterで百合漫画、イラストの執筆を開始。2017年3月にTwitterで公開されていたショートストーリーを集めた単行本『百合百景』がKADOKAWAより発売。2018年3月には『百合ごよみ 百合百景2』が発売した。また、『百合百景』は『ComicWalker』で2017年2月から2018年3月まで連載された。
その後、『百合もよう ～咲宮4姉妹の恋～』が『コミックキューン』（KADOKAWA）2018年9月号から2020年2月号まで連載された。2020年3月には、Twitterで公開されていた漫画『そういう年頃になっちゃった年の差姉妹』の単行本が発売。ニコニコ静画『ニコニコキューン』で短期集中連載された。
2020年6月から『両片想いな双子姉妹』がニコニコ静画『ニコニコキューン』で連載中。

## 作品リスト
- 『百合百景』KADOKAWA〈MFコミックス〉全2巻（『ComicWalker』2017年2月23日 - 2018年3月29日） - Twitterで公開。
- 『百合もよう ～咲宮4姉妹の恋～』KADOKAWA〈MFC キューンシリーズ〉全2巻（『コミックキューン』2018年9月号 - 2020年2月号）
- 『そういう年頃になっちゃった年の差姉妹』KADOKAWA〈MFコミックス〉全1巻（『ニコニコキューン』2020年3月2日 - 5月4日） - Twitterで公開。
- 『両片想いな双子姉妹』KADOKAWA〈MFコミックス〉既刊1巻（『ニコニコキューン』2020年6月13日 - 連載中）
- 『顔だけ良いクラスメイトが、やたらとグイグイ来る百合の話。』KADOKAWA〈角川コミックス・エース〉既刊1巻（原作：能代リョウ、『カドコミ』2024年10月25日 - 連載中）